# IC 2338
IC 2338 је спирална галаксија у сазвјежђу Рак која се налази на листи објеката дубоког неба у Индекс каталогу.
Деклинација објекта је + 21° 20' 16" а ректасцензија 8h 23m 32,7s. Привидна величина (магнитуда) објекта IC 2338 износи 14,0 а фотографска магнитуда 14,7. IC 2338 је још познат и под ознакама UGC 4383, MCG 4-20-44, CGCG 119-80, ARP 247, KCPG 161B, PGC 23542.